# الضاهي (القفر)

تعديل مصدري - تعديل

الضاهي محلة تابعة لقرية النمار، التابعة لعزلة النخلة بمديرية القفر إحدى مديريات محافظة إب في الجمهورية اليمنية، بلغ تعداد سكانها 28 حسب تعداد اليمن لعام 2004.